# Przemysław Odrobny
Przemysław Odrobny (ur. 21 października 1985 w Gdańsku) – polski hokeista, reprezentant Polski. 

## Kariera
- Stoczniowiec II Gdańsk (-2004)
- Stoczniowiec Gdańsk (2004-2011)
- Ciarko PBS Bank KH Sanok (2011-2013)
- KTH 1928 Krynica (2013)
- JKH GKS Jastrzębie (2013-2015)
- Pingouins de Morzine-Avoriaz-Les Gets (2015-2016)
- Milton Keynes Lightning (2016-2017)
- Podhale Nowy Targ (2017-2021)

Wychowanek i wieloletni zawodnik Stoczniowca Gdańsk. Do 2004 występował w drużynie rezerwowej Stoczniowca. W 2004 zdał maturę, dostał się na studia w PWSZ w Sanoku, po czym latem 2004 trenował z drużyną KH Sanok. Ostatecznie pozostał bramkarzem Stoczniowca i w barwach drużyny seniorskich klub grał w kolejnych siedmiu sezonach seniorskich w ekstralidze polskiej (w 2008 przedłużył umowę o trzy lata). Od kwietnia 2011 zawodnik Ciarko PBS Bank KH Sanok, związany trzyletnim kontraktem. W klubie występował do końca sezonu 2012/2013. Od 2013 zawodnik drużyny 1928 KTH Krynica. 4 listopada 2013 odszedł z zespołu. Od 6 listopada 2013 zawodnik JKH GKS Jastrzębie. W czerwcu 2014 przedłużył kontrakt o dwa lata. Zawodnikiem JKH był do kwietnia 2015. Od maja 2015 zawodnik francuskiego klubu Hockey Club Morzine-Avoriaz-Les Gets z miasta Morzine w rozgrywkach Ligue Magnus. Od maja 2016 zawodnik angielskiego klubu Milton Keynes Lightning, związany dwuletnim kontraktem. Z zespołem rozegrał sezon 2016/2017 w rozgrywkach EPIHL. Następnie przystąpił z drużyną do sezonu EIHL 2017/2018, w trakcie którego jego kontrakt został rozwiązany z końcem października 2017. Na początku listopada 2017 został zawodnikiem Podhala Nowy Targ. Po sezonie 2020/2021 odszedł z klubu.
W barwach Polski uczestniczył w turniejach mistrzostw świata w 2008, 2011, (Dywizja IA), 2012, 2013, 2014 (Dywizja IB), 2015, 2016, 2017, 2018 (Dywizja IA).
W trakcie kariery określany pseudonimami Wiedźmin (w Polsce), Shemy (w Wielkiej Brytanii).

## Sukcesy
Reprezentacyjne

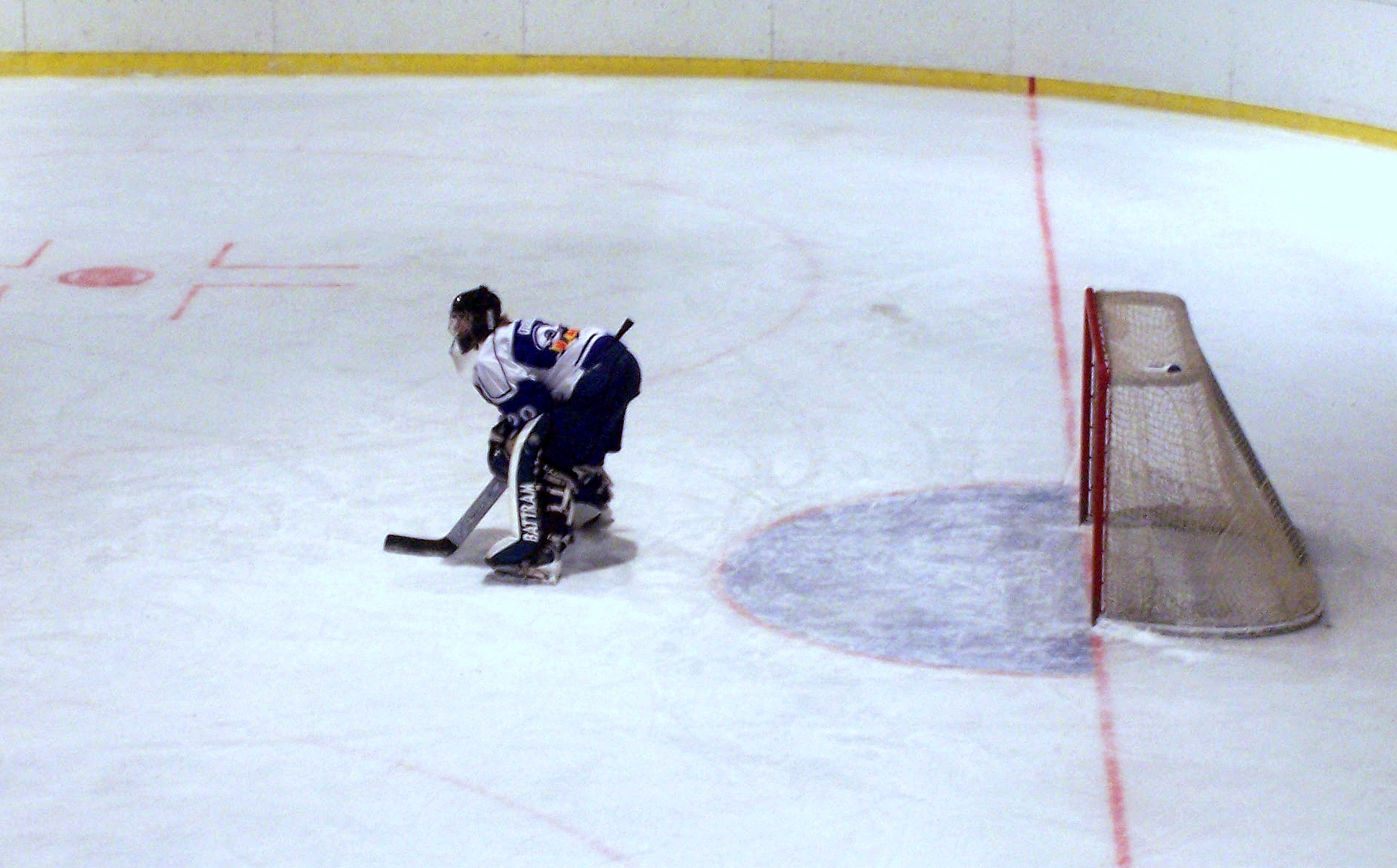
Przemysław Odrobny w barwach Stoczniowca Gdańsk (2006)

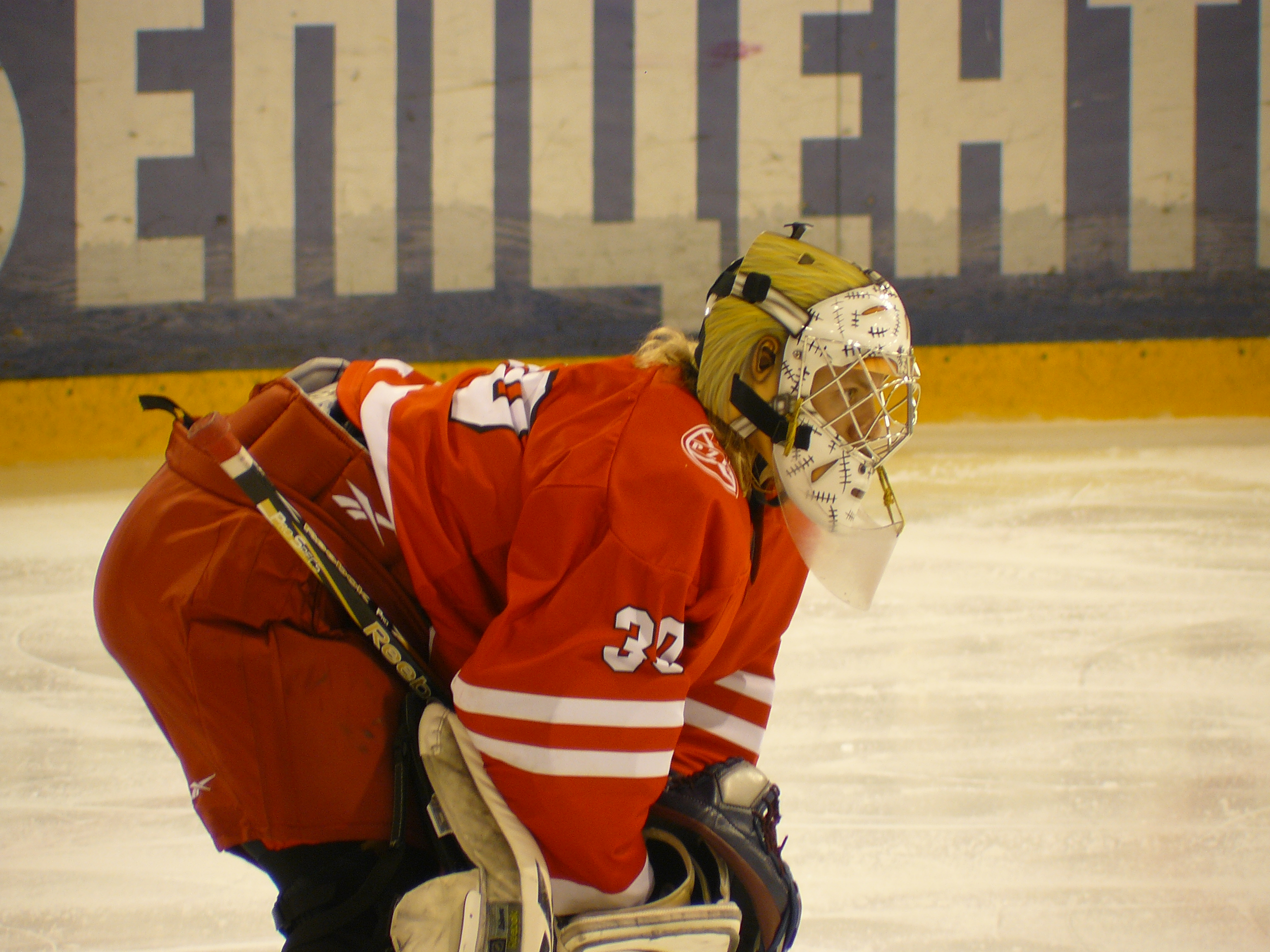
Przemysław Odrobny w barwach reprezentacji Polski (2010)

- Awans do mistrzostw świata Dywizji I Grupy A: 2014

Klubowe
- Puchar Polski: 2011 z Ciarko PBS Bank KH Sanok
- Złoty medal mistrzostw Polski: 2012 z Ciarko PBS Bank KH Sanok
- Brązowy medal mistrzostw Polski: 2014 z JKH GKS Jastrzębie, 2018 z Podhalem Nowy Targ
- Srebrny medal mistrzostw Polski: 2015 z JKH GKS Jastrzębie
- Mistrzostwo play-off EPIHL: 2017 z Milton Keynes Lightning
- English Premier Cup: 2017 z Milton Keynes Lightning

Indywidualne
- Turniej finałowy Pucharu Polski 2011/2012:
  - Najlepszy bramkarz turnieju
- Mistrzostwa Świata w Hokeju na Lodzie 2012/I Dywizja#Grupa B:
  - Pierwsze miejsce w klasyfikacji skuteczności interwencji: 94,20%
  - Pierwsze miejsce w klasyfikacji średniej goli straconych na mecz: 1,00
  - Skład gwiazd turnieju
- Euro Ice Hockey Challenge 2013/2014:
  - Najlepszy bramkarz turnieju na Węgrzech w listopadzie 2013
  - Najlepszy bramkarz turnieju w Polsce w lutym 2014
- Mistrzostwa Świata w Hokeju na Lodzie 2014/I Dywizja#Grupa B:
  - Pierwsze miejsce w klasyfikacji skuteczności interwencji: 95,35%[20]
  - Pierwsze miejsce w klasyfikacji średniej goli straconych na mecz: 1,00
  - Najlepszy bramkarz turnieju[21]
- Polska Hokej Liga (2014/2015):
  - Pierwsze miejsce w klasyfikacji skuteczności interwencji w sezonie zasadniczym: 94,2%
  - Pierwsze miejsce w klasyfikacji średniej goli straconych na mecz w sezonie zasadniczym: 1,55
  - Pierwsze miejsce w klasyfikacji liczby meczów bez straty gola w sezonie zasadniczym: 7
- Mistrzostwa Świata w Hokeju na Lodzie 2015/I Dywizja#Grupa A:
  - Pierwsze miejsce w klasyfikacji skuteczności interwencji w turnieju: 96,47%[22]
  - Pierwsze miejsce w klasyfikacji średniej goli straconych na mecz w turnieju: 0,97
  - Drugie miejsce w klasyfikacji liczby meczów bez straty gola w turnieju: 1
  - Najlepszy bramkarz turnieju[23][24]
- Mistrzostwa Świata w Hokeju na Lodzie 2017/I Dywizja#Grupa A:
  - Trzecie miejsce w klasyfikacji skuteczności interwencji: 92,74%[25]
  - Trzecie miejsce w klasyfikacji średniej goli straconych na mecz: 2,07
  - Najlepszy zawodnik reprezentacji w turnieju[26]

Wyróżnienia
- Złoty Kij w sezonach 2008/2009, 2011/2012
- Srebrny Kij w sezonie 2006/2007

## Inne informacje
- Jego ojciec Lech Odrobny był również hokeistą występującym na pozycji bramkarza[27] (grał w drużynach młodzieżowych Stoczniowca).
- W 2011 Przemysław Odrobny wziął udział w kampanii reklamowej Podkarpackiego Banku Spółdzielczego[28].